# 高雄市公車16路
高雄市公車16路，由南台灣客運營運，分為A、B、C三線。

高雄市公車16A路，起點站為警廣站（重忠路）（經高鐵左營站和高雄科大(建工)），終點站為鼎金國小（返程延駛至警廣站（博愛四路））。

高雄市公車16B路，起點站為警廣站（重忠路）（經高鐵左營站、南屏路和高雄科大(建工)），終點站為鼎金國小（返程延駛至警廣站（博愛四路））。

## 歷史
- 2005年2月，高雄市公車處闢駛。[4]
- 2008年8月25日，南台灣客運正式接駛營運。[5]
- 2010年8月7日，調整路線，改行駛華夏路－南屏路－裕興路－華榮路。[6]

- 2023年3月7日起，「鼎山街口」取消停靠，新增「家樂福鼎山店」。

## 停站
參見右側路線圖

### 備註
- 每日因瑞豐夜市17：00以後的班次改道行駛文信路、立文路，不經三民家商。